# Computer and Video Games
Computer and Video Games (CVG) — британский журнал о компьютерных играх, который выпускался с ноября 1981 по октябрь 2004 года.
В начале 1980-х журнал стал одним из первых, отражающих растущий рынок игр для домашних компьютеров, но также описывал и аркадные игровые автоматы.
Сайт журнала computerandvideogames.com был запущен в 1999 году и был закрыт в феврале 2015 года.
Сайт стал одним из ведущих европейских сайтов по тематике видеоигр.

## CVG Presents
В апреле 2008 года журнал начал выходить в новой форме под названием CVG Presents и выходил дважды в месяц. Каждый выпуск описывал какую-либо одну тему — так, первый выпуск был сконцентрирован только на серии Grand Theft Auto. CVG Presents не публиковался после 2009 года.

## Golden Joystick Awards
Журнал всегда был основным организатором ежегодной церемонии Golden Joystick Awards, престижной премии в области компьютерных игр.